# Museum Warkums Erfskip
Museum Warkums Erfskip is een klein museum in de stad Workum in de Nederlandse provincie Friesland.
Warkums Erfskip (Workums Erfgoed) is de oudheidkundige vereniging van Workum. Hij werd in 1951 opgericht. Het museum was eerst gehuisvest in het voormalige weeshuis en verhuisde naar de bovenzaal van de Waag toen de bibliotheek de zaal verliet en naar het bijgebouw achter cultureel centrum De Klamaere ging.

## Collectie
De vaste collectie betreft de geschiedenis van Workum. Op de zolder is een tentoonstelling ingericht over het leven van de Workumer kofschipper Huijte Fookles uit de 18de eeuw. Het museum organiseert ook tijdelijke tentoonstellingen. Hierbij kwamen onder meer de volgende onderwerpen aan bod:
- 2002: Piet Schoen (Bergen NH, 1909 - Workum, 1985), zijn atelier was gevestigd in de bovenzaal van de Waag, waar nu het museum is
- 2003: Witte jurkjes , Bekende Workuners
- 2004: 100 jaar Plaatselijk Belang Workum
- 2005: 50 jaar Vereniging Oud-Workumers
- 2006: Historie van het Nutsdepartement Workum, Workum en dchepen
- 2007: museum gesloten
- 2013: Van 't Pypke tot en met de Roggemolensteeg

In het Pottenbakkershûs tegenover het museum is een tentoonstelling over de Workumse pottenbakkers. 

Het museum is tijdens de wintermaanden gesloten.